# 范增胜
范增胜（1931年1月—2022年），台湾桃園縣:20人，中华人民共和国政治人物，原上海港务局副局长，第六、七、八、九、十届全国人大代表。
毕业于臺灣省立海洋學院航运管理系（今國立臺灣海洋大學）。曾在基隆港港务局任职。1970年，赴日本深造。1973年，继续赴美国深造:20。1980年，与妻子林明月、儿子自美国抵达中国大陆。夫妇二人一同供职于上海港务局。1984年，范增胜加入中国共产党。1983年至2008年期间，连任五届全国人大代表。从上海港务局副局长位置退休后，担任上海港务局局长顾问，以及上海市人民政府参事、上海市归国华侨联合会副主席:20。